# 巴克·天使

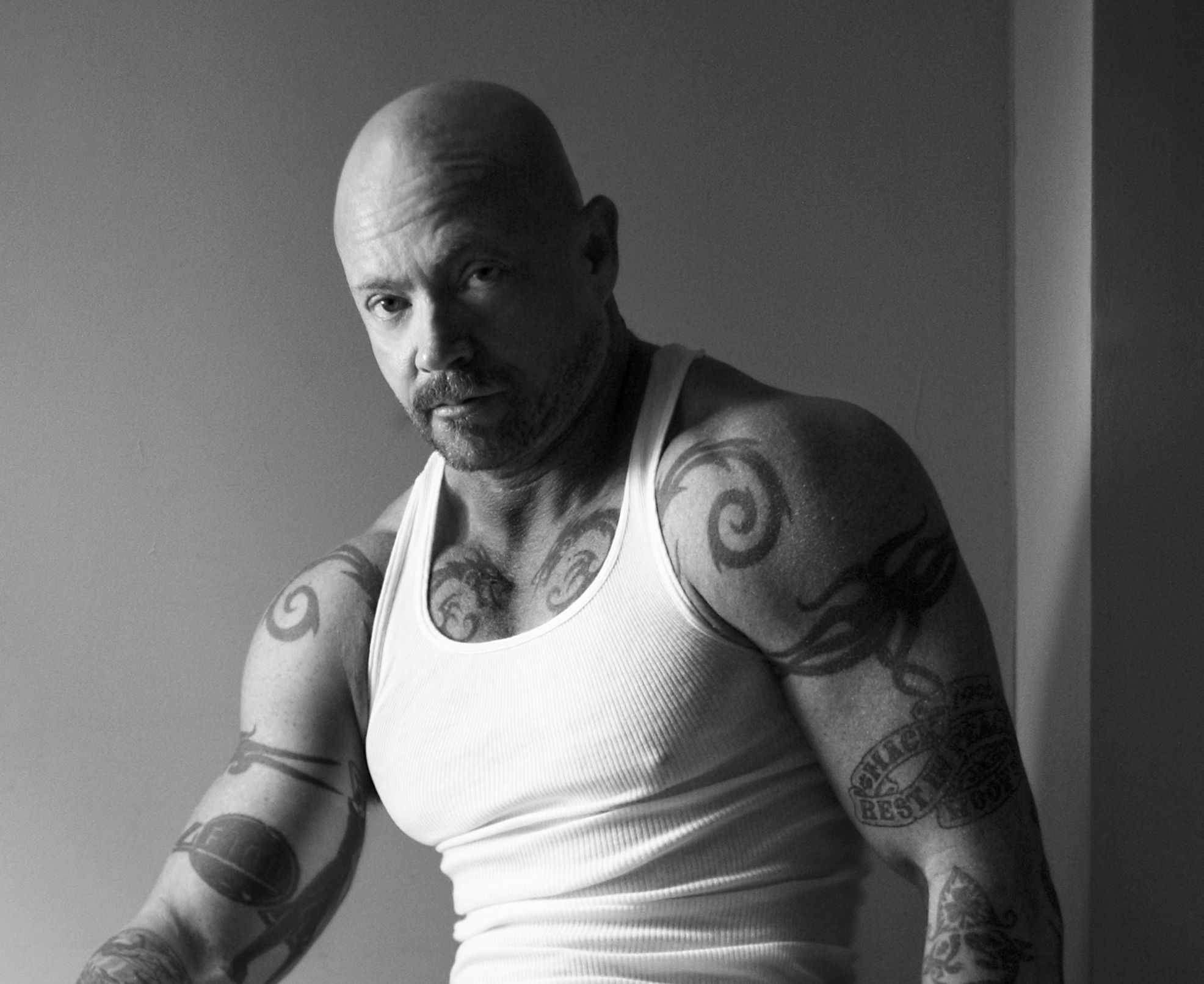
巴克·天安傑爾

巴克·安傑爾（Buck Angel，1972年6月5日—），生於美國加利福尼亚州，是一位美國跨性別男性色情片演員。在2007年，他贏得了成人影帶新聞獎年度跨性別演員。

## 外部連結
- 官方网站
- 巴克·天使 （页面存档备份，存于）的Facebook
- 巴克·天使在網際網路成人電影資料庫
- 成人電影資料庫上巴克·天使的资料（英文）